# Aragon (Schiff)
Die Aragon (I) war ein 1905 in Dienst gestellter Transatlantikliner der britischen Reederei Royal Mail Line (RML), der für den Passagier- und Postverkehr zwischen Großbritannien und Brasilien gebaut wurde. Sie war der erste Doppelschraubendampfer der Royal Mail Line. Im Ersten Weltkrieg diente das Schiff als Truppentransporter, bis es am 30. Dezember 1917 vor Alexandria (Ägypten) von einem deutschen U-Boot versenkt wurde. Dabei kamen 610 Besatzungsmitglieder und Soldaten ums Leben.

## Das Schiff
Das 9.588 BRT große Dampfschiff Aragon wurde bei Harland & Wolff im nordirischen Belfast für die Reederei Royal Mail Line für deren Passagier- und Postservice nach Brasilien gebaut. Die Aragon war 156,4 Meter lang, 18,4 Meter breit und hatte einen maximalen Tiefgang von 9,4 Metern. Sie wurde mit Vierfachexpansions-Dampfmaschinen ausgestattet, die auf zwei Propeller wirkten und 875 nominale Pferdestärken (nhp) leisteten. Sie konnte eine Höchstgeschwindigkeit von 16 Knoten (29,6 km/h) erreichen. An Bord war Platz für 306 Passagiere der Ersten, 66 der Zweiten und 632 der Dritten Klasse.
Am 23. Februar 1905 lief die Aragon bei Harland & Wolff vom Stapel und wurde von Maud Dundas, Gräfin Fitzwilliam getauft. Die Fertigstellung erfolgte am 22. Juni. Am 14. Juli 1905 lief sie in Southampton zu ihrer Jungfernfahrt nach Brasilien aus. Nach Ausbruch des Ersten Weltkriegs wurde der Dampfer als Truppentransporter genutzt. Am 13. April 1915 erreichte das Schiff die Dardanellen, wonach die Truppen an Bord des 4000-Tonnen-Colliers River Clyde gingen, der am 25. April bei der Landung am Kap Helles als „trojanisches Pferd“ genutzt wurde.

## Versenkung
Am Montag, dem 17. Dezember 1917 legte die Aragon in England unter dem Kommando des 37-jährigen Kapitäns Francis Ames Bateman zu einer Überfahrt nach Alexandria mit Zwischenstopps in Marseille und Malta ab. Sie hatte 2700 Menschen an Bord, darunter 160 Krankenschwestern, 150 Offiziere, die Schiffsbesatzung sowie etwa 2200 Mann als Verstärkung der unter General Edmund Allenby in Palästina kämpfenden Truppen. Daneben waren auch einige zivile Passagiere an Bord. Sie wurde von der HMS Attack (780 t), einem Zerstörer der Acheron-Klasse der Royal Navy, eskortiert.
Knapp zwei Wochen später, am 30. Dezember 1917, wurde dem Schiff die Einfahrt in den Hafen von Alexandria gewährt, wobei sie von Trawlern per Funk Warnungen vor Seeminen erhielt. Die Attack signalisierte ihr daraufhin, ihr wieder in die offene See zu folgen. Die Aragon lief in den Kanal vor dem Hafeneingang ein, um dort vor Anker zu gehen, wobei sie ein leichtes Ziel für Angriffe darstellte. Dort wurde das Schiff um 10:55 Uhr vormittags etwa acht Seemeilen vor Alexandria von dem deutschen U-Boot UC 34 (Oberleutnant zur See Horst Obermüller) angegriffen. UC 34 war am 20. Dezember aus dem Hafen von Kotor (Montenegro) ausgelaufen und hatte am 26. Dezember vor Alexandria sieben Minen gelegt.
An Bord der Aragon konnte man das Periskop und danach die Blasenspur eines Torpedos sehen, woraufhin versucht wurde, das Schiff beidrehen zu lassen. Der Torpedo traf aber das Schiff, das durch die Explosion erschüttert wurde. Die Aragon ging innerhalb von 20 Minuten auf der Position 31° 18′ N, 29° 48′ O unter, wobei 610 Menschen ums Leben kamen, darunter Kapitän Bateman, drei Schiffsoffiziere, zehn Militäroffiziere und 581 Soldaten. Während die Attack mit der Bergung von Überlebenden beschäftigt war, wurde sie ebenfalls von UC 34 torpediert und sank innerhalb weniger Minuten. Dabei kamen zehn ihrer Besatzungsmitglieder um. Die Aragon war das größte von UC 34 versenkte Schiff. Am darauf folgenden Tag, dem 31. Dezember, lief der britische Truppentransporter Osmanieh auf eine der von UC 34 gelegten Minen und sank. Dabei kamen 199 Menschen ums Leben, darunter ihr Kapitän Lieutenant Commander David R. Mason sowie acht britische Krankenschwestern des Queen Alexandra’s Imperial Military Nursing Service (QAIMNS).